# Бяла (Варненська область)
Бя́ла (болг. Бяла) — місто у Варненській області Болгарії. Адміністративний центр общини Бяла.

## Населення
За даними перепису населення 2011 року у місті проживали 2034 особи.
Національний склад населення міста:
| Національність   | Кількість осіб | Відсоток |
| ---------------- | -------------- | -------- |
| болгари          | 1935           | 98,7%    |
| інша             | 13             | 0,7%     |
| Всього відповіли | 1960           |          |

Розподіл населення за віком у 2011 році:
Динаміка населення: